# Pampa Almirón
Pampa Almirón är en ort i Argentina.   Den ligger i provinsen Chaco, i den nordöstra delen av landet, 900 km norr om huvudstaden Buenos Aires. Pampa Almirón ligger 68 meter över havet och antalet invånare är 1 747.
Terrängen runt Pampa Almirón är mycket platt. Runt Pampa Almirón är det glesbefolkat, med 8 invånare per kvadratkilometer.. Närmaste större samhälle är La Eduvigis, 18,4 km söder om Pampa Almirón.
Omgivningarna runt Pampa Almirón är huvudsakligen savann.